# 工业洗衣机
工业洗衣机是洗衣机的一种，与普通的家用洗衣机的最大区别就在于其容量，现有的工业洗衣机的最大容量可以达到400千克，甚至更大。而普通的家用洗衣机的容量最多也就在7千克左右。也正是为了适应大容量的要求，其结构与普通的家用洗衣机有所差别。 分为全自动洗脱一体机和半自动单洗型洗衣机。
工业洗衣机一般适用于各类服装水洗厂，印染厂，医院，宾馆，化工厂，部队，矿山，消防等企事业单位。

## 工作原理
工业洗衣机一般采用滚筒式的洗衣方式。利用电动机的机械做功使滚筒旋转，衣物在滚筒中不断地被提升摔下，再提升再摔下，做重复运动，加上洗衣粉和水的共同作用使衣物洗涤干净。因为衣物在洗涤过程中不缠绕、洗涤均匀、磨损小，所以就连羊绒、羊毛、真丝衣物也能在机内洗涤，做到真正的全面洗涤性能。而且用水量较小，可以在桶内形成高浓度洗衣液，在节水的情况下带来理想的洗衣效果。 

## 特点
由于工业洗衣机的容量非常大，而且又是采用的滚筒式的工作原理，这使得机器在运转时会产生巨大的离心力。这便使得工业洗衣机的减震和固定成为了最主要问题。
一般可以采用安装重型减震器来解决这个问题，有时候还需要用水泥将其固定在水泥地面上，甚至在有的时候，需要将其安装在液压缸上，从而解决震动和倾斜的问题。